# Saint-Cyr-la-Lande
Saint-Cyr-la-Lande là một xã trong tỉnh Deux-Sèvres trong vùng Nouvelle-Aquitaine ở phía tây nước Pháp. Xã này nằm ở khu vực có độ cao trung bình 49 mét trên mực nước biển.